# Celio Vibenna
Celio Vibenna (Caile Vipinas; fl. VI secolo a.C.) è stato un condottiero etrusco che durante il VI secolo a.C. conquistò Roma insieme al fratello Aulo Vibenna (Aule Vipinas).

## Biografia
Tra i sodales (cioè i compagni, ma anche i subordinati) di Caile Vipinas c'era anche Mastarna (Macstrna). Egli avrebbe posto sul mons Celio il proprio accampamento militare, dandone il proprio nome a questo colle di Roma antica.
Per la tradizione romana venne in aiuto a Romolo, durante lo scontro con Tito Tazio.
Dopo la morte di Caile Vipinas, scoppiò un contrasto tra Aule Vipinas e Macstrna; quest'ultimo prevalse e divenne re di Roma col nome di Servio Tullio.
Una rappresentazione di questi accadimenti è da identificarsi nella tomba François di Vulci, dove da sinistra a destra troviamo Caile Vipinas liberato da Macstrna (ovvero Macstarna, identificato con il sesto re di Roma, Servio Tullio); Larth Ulhtes uccide Laris Papathnas Velznach (proveniente da Volsinii); Pesna Aremsnas Sveamach è ucciso da Rasce; Venthikau ...plzach è ucciso da Aule Vipienas (Aulo Vibenna). L'ultima scena a destra raffigura Marce Camitlnas che uccide Cnaeve Tarchunies Rumach (Gneo Tarquinio di Roma).